# Otowa
L’Otowa fut un croiseur protégé unique de 3e classe, construit à l'arsenal naval de Yokosuka  au Japon pour la Marine impériale japonaise.

C'est le nom d'une montagne de Kyōto derrière le Kiyomizu-dera.

## Conception
L’Otowa, en vertu du programme de construction navale de 1897, devait être le troisième de la classe Tsushima. En raison des contraintes budgétaires, son déplacement a été réduit d'un dixième et son armement plus léger. Son temps de construction n'a duré que 20 mois, ce qui fut un record au Japon. 

L’Otowa a été le premier à bénéficier de nouvelles chaudières à tubes améliorant la pression. Les moteurs à vapeur étaient aussi à triple expansion comme la classe Tsushima, mais avec un meilleur rendement.

Il était prévu que le manque d'armement et le plus faible blindage serait partiellement compensé par une vitesse plus élevée, mais en fait l’Otowa n'a été que très légèrement plus rapide.
Il bénéficia d'une conception améliorée issue de la construction du croiseur argentin 25 de Mayo dessiné par Sir Philip Watts, architecte naval. Il fut également concepteur de l’Izumi et de la classe Naniwa.

On considéra aussi le Takasago comme son sister-ship en raison de leur similitude en armement et vélocité.

## Histoire
L’Otowa entra en service afin de participer à la guerre russo-japonaise de 1904-1905. Il rejoignit la flotte japonaise organisant le blocus de Port-Arthur, puis fut affecté au 3e escadron de la IIe Flotte pour la bataille de Tsushima.
Pendant la Première Guerre mondiale, l’Otowa combattit à la bataille de Tsingtao, puis fut assigné comme patrouilleur sur les voies maritimes entre Singapour, la Polynésie et les Philippines de sa base avancée à la baie de Manille contre la marine impériale allemande, dans le cadre de sa contribution aux côtés des Alliés dans l'alliance anglo-japonaise. 
Au cours de la mutinerie de soldats indiens contre les Britanniques à Singapour en février 1915, l’Otowa fut parmi les premiers à répondre à la demande d'assistance du gouvernement britannique. 
Le 25 juillet 1917, en route de Yokosuka à Sasebo, l’Otowa s'est échoué au large de Daiozaki,province de Shima, préfecture de Mie (34° 14′ N, 136° 53′ E). Malgré les efforts pour sauver le navire échoué, il se disloqua et coula le 10 août 1917.